# Clamidials
Les clamidials (Chlamydiales) són un ordre de bacteris (l'únic de la classe i filum de les clamídies) els membres del qual són patògens intracel·lulars obligats. Moltes clamidials coexisteixen en un estat asimptomàtic dins d'hostes específics, i hi ha consens que aquests hostes són un reservori natural per aquestes espècies.